# Провокативна психотерапія

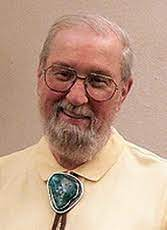
Засновник методу Френк Фарреллі

Провокативна психотерапія (англ. provocative therapy) — психотерапевтичний напрям, розроблений американським психотерапевтом Френком Фарреллі в 1960-х роках, що ґрунтується на використанні гумору, парадоксу, конфронтації, грайливості та провокації як інструментів психотерапевтичного впливу. Метод передбачає стимулювання клієнта до здорової реакції протидії через свідоме перебільшення проблеми терапевтом, використання гумористичного відзеркалення деструктивних патернів клієнта та метакомунікацію невербального прийняття.

## Історія виникнення
Провокативна психотерапія формувалася у практиці Френка Фареллі, який розпочав свою кар'єру як послідовник клієнт-центрованої терапії Карла Роджерса. Працюючи в Інституті психічного здоров'я Мендота (Медісон, Вісконсин) у 1960-х роках, Фареллі зауважив, що традиційні емпатійні підходи виявилися недостатньо ефективними для певної категорії клієнтів, особливо з хронічними психічними розлада.
Переломною точкою для створення методу стали два ключові випадки в практиці Фареллі:
1. Випадок із пацієнтом, який постійно принижував себе. Замість очікуваної підтримки Фареллі несподівано погодився: «Цілком згоден — ви безнадійний». Ця провокація викликала бурхливий протест клієнта, який почав активно заперечувати терапевту й доводити протилежне.
2. Ситуація з хворим на шизофренію після 90 безрезультатних сесій, коли Фареллі вдався до радикальної конфронтації, емоційно висміюючи песимістичне майбутнє пацієнта. Цей підхід спричинив терапевтичний прорив, активізувавши клієнта до змін.

У 1974 році Фареллі, у співавторстві з Джеффрі Брандсмою, опублікував книгу «Provocative Therapy», де систематизував теоретико-методологічні засади та практичні аспекти нового підходу.

## Теоретичні засади методу
Провокативна психотерапія ґрунтується на декількох філософсько-психологічних парадигмах:

### Екзистенціальна філософія
Метод спирається на екзистенціальне розуміння відповідальності та абсурду. Провокуючи клієнта зіткнутися з абсурдністю власної ситуації, терапевт сприяє «екзистенційному переорієнтуванню», стимулюючи усвідомлення особистої відповідальності за життєві вибори.

### Принциппарадоксу
У центрі терапевтичної концепції лежить ідея, що зміни відбуваються, коли людина перестає безпосередньо боротися зі своїм симптомом, натомість приймає або перебільшує його. Таким чином створюється ситуація з подвійним позитивним виходом (win-win), що призводить до усвідомлення проблеми незалежно від реакції клієнта.

### Гуманістичнаоснова
Незважаючи на зовнішню різкість втручань, в основі методу лежить глибока повага до клієнта як до особистості, здатної знайти власні рішення. Фареллі наголошував, що працює «від щирого серця», з доброзичливим блиском в очах — як у дружньому жартівливому піддражнюванні між близькими людьми.

## Основні техніки та прийоми
Провокативна психотерапія використовує комплекс специфічних технік, які реалізуються в контексті теплого емоційного прийняття:
1. Гіперболізація проблеми до абсурду — терапевт перебільшує і драматизує висловлену клієнтом проблему, доводячи її до гротеску з метою продемонструвати комічність і нелогічність самоприниження.
2. «Адвокат диявола» та провокативне відзеркалення — терапевт бере на себе роль співучасника проблеми, відображаючи деструктивні думки і поведінку клієнта у перебільшеній, пародійній формі, що спонукає клієнта вступити в суперечку й захищати себе.
3. Іронічні поради та сюрреалістичні рішення — провокативний терапевт навмисно пропонує абсурдні «рецепти» розв'язання проблеми, позбавлені здорового глузду, для висміювання катастрофічного мислення клієнта.
4. «Призначення» симптомів і гра з небажаною поведінкою — класичний парадоксальний прийом, коли терапевт заохочує проблемну поведінку клієнта, удаючи, ніби вона бажана, або перелічує «переваги» деструктивних патернів, доводячи список вигод до повного абсурду.
5. Зниження значущості проблеми — дематизація проблеми шляхом її порівняння з більш значущими життєвими цінностями або через апеляцію до сильних сторін клієнта.
6. Розподіл відповідальності — терапевт відкрито заявляє клієнту, що «не збирається його рятувати», повертаючи клієнту відповідальність за власні зміни.[3]

Ключовим аспектом реалізації даних технік є невербальна підтримка — провокативний терапевт приділяє значну увагу тону, міміці та мові тіла, які мають комунікувати прийняття клієнта. Як зазначав сам Фареллі: «Важливо не що кажеш, а як кажеш», створюючи парадоксальне поєднання конфронтації та прийняття.

## Механізми психологічного впливу
Провокативна психотерапія базується на двох основних гіпотезах щодо механізмів терапевтичної дії:
1. Гіпотеза протилежної реакції — коли терапевт провокаційно визначає клієнта через негативні особистісні характеристики (натякаючи на слабкість чи небажання змінюватись), спровокований клієнт схильний рухатися в протилежному напрямку, тобто поводитися всупереч тому образу, що нав'язується терапевтом.
2. Гіпотеза відновлення норми — при вивільненні деструктивних, самопоразницьких реакцій клієнта за допомогою провокації (гумору, сарказму, роздратування), клієнт, побачивши їх збоку, інстинктивно тяжіє до більш нормальної, соціально прийнятної поведінки.

## Порівняння з іншими терапевтичними підходами
Провокативна психотерапія має значні концептуальні перетини з низкою терапевтичних напрямів:
- Логотерапія та парадоксальна інтенція Віктора Франкла — спільним є використання парадоксальних завдань, що спонукають клієнта до самодистанціювання та здатності знаходити комічне у власних страхах.
- Гештальт-терапія — обидва підходи використовують прийом перебільшення, спонтанність та експеримент, проте в гештальт-терапії фокус спрямовано на автентичне проживання клієнтом власних почуттів, тоді як у провокативній терапії терапевт активно задає парадоксальний зміст.
- Когнітивно-поведінкова терапія (КПТ) — обидва напрями прагнуть змінити дисфункційні переконання клієнта, але КПТ здійснює це через раціональне спростування, а провокативна терапія спонукає клієнта самостійно спростовувати власні переконання у відповідь на провокації терапевта.
- Парадоксальні інтервенції Мілтона Еріксона та стратегічна терапія — споріднені через використання парадоксу, хоча Еріксон часто діяв завуальовано, через метафори та трансові стани, а Фареллі працює відкрито-конфронтаційно.

## Сучасний розвиток: метод Provocative Change Works
Подальший розвиток провокативної психотерапії пов'язаний із британським тренером і терапевтом Ніком Кемпом, який, навчаючись безпосередньо у Фареллі, розробив власну модель під назвою «Provocative Change Works» (PCW). Даний підхід зберігає ядро принципів провокативної терапії, доповнюючи їх новими елементами:
- Метафорична робота — активне використання метафор, символів та уявних образів у роботі з клієнтом;
- Гіпнотичні та трансові техніки — інтеграція елементів еріксонівського гіпнозу та нейролінгвістичного програмування;
- Техніка часових рамок — маніпуляція відчуттям часу, зміщення перспективи клієнта в майбутнє або минуле для розширення контексту проблеми28;
- Багатокомпонентність і універсальність — трансформація провокативного підходу в універсальну модель змін, придатну для застосування в різних сферах (психотерапія, коучинг, бізнес-середовище.

Нік Кемп систематизував підготовку спеціалістів PCW через багаторівневу систему тренінгів, зробивши внесок у поширення й популяризацію провокативного підходу.

## Застосування провокативного стилю
Провокативний підхід, започаткований у клінічній психотерапії, знайшов застосування в суміжних галузях:
- Психологічний коучинг — провокативний стиль надає процесу більшої свободи мислення і спонукає клієнтів переглядати звичні межі та шаблони;
- Психоедукація — елементи провокації (навідні провокаційні запитання, жартівливі приклади «від супротивного») активізують учасників освітніх заходів, поліпшуючи засвоєння матеріалу через емоційне залучення;
- Stand-up терапія — формат, що поєднує елементи комедійного монологу та психотерапевтичної рефлексії з метою зниження стигматизації психологічних проблем.

## Критика та обмеження методу
Попри ефективність у ряді випадків, провокативна психотерапія має суттєві обмеження:
- Метод потребує від клієнта достатньої психологічної гнучкості, почуття гумору та адекватного сприйняття провокацій;
- Необхідний високий рівень довіри та безпеки у терапевтичних взаєминах;
- Вимагає від терапевта особливої сенситивності, інтуїції та вміння точно визначати межі допустимої провокації;
- Ризик неправильного тлумачення провокативних інтервенцій клієнтом, що може призвести до погіршення терапевтичного альянсу;
- Не рекомендований для роботи з клієнтами з низькою самооцінкою, пограничними розладами особистості, гострими психотичними станами.

## Висновки
Провокативна психотерапія становить оригінальний терапевтичний підхід, що використовує парадокс, гумор і свідому провокацію для стимулювання змін у клієнта. Незважаючи на зовнішню агресивність методу, його теоретико-методологічною основою є глибока повага до здатності клієнта вирішувати власні проблеми. Сучасні модифікації, зокрема PCW, розширюють сферу застосування провокативного підходу та інтегрують його з іншими терапевтичними техніками, що сприяє збагаченню психотерапевтичного інструментарію.